# Xã Eagle Grove, Quận Wright, Iowa
Xã Eagle Grove (tiếng Anh: Eagle Grove Township) là một xã thuộc quận Wright, tiểu bang Iowa, Hoa Kỳ. Năm 2010, dân số của xã này là 3.870 người.